# Centaurea pinnata
Centaurea pinnata — вид квіткових рослин родини айстрових (Asteraceae). Ендемік Іспанії (Сарагоса).